# Forficulins
Els forficulins (Forficulina) és un subordre de l'ordre Dermaptera (tisoretes). És el subordre més ampli; els altres tres són Archidermaptera, ja extint, Arixeniina, i Hemimerina. Conformen el grup més gran i més familiar. Els cercs no estan segmentats i estan modificats en unes grans estructures semblants a un fòrceps. Les femelles tenen cercs sense ganxos i els mascles amb ganxos.
Hi ha nou famílies dins aquest subordre. L'espècie més coneguda és Forficula auricularia, dins la família Forficulidae.